# Packard Hawk

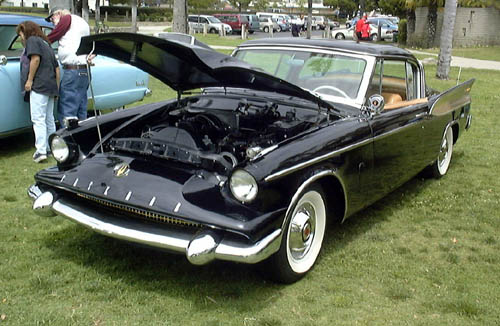
Packard Hawk (1958)

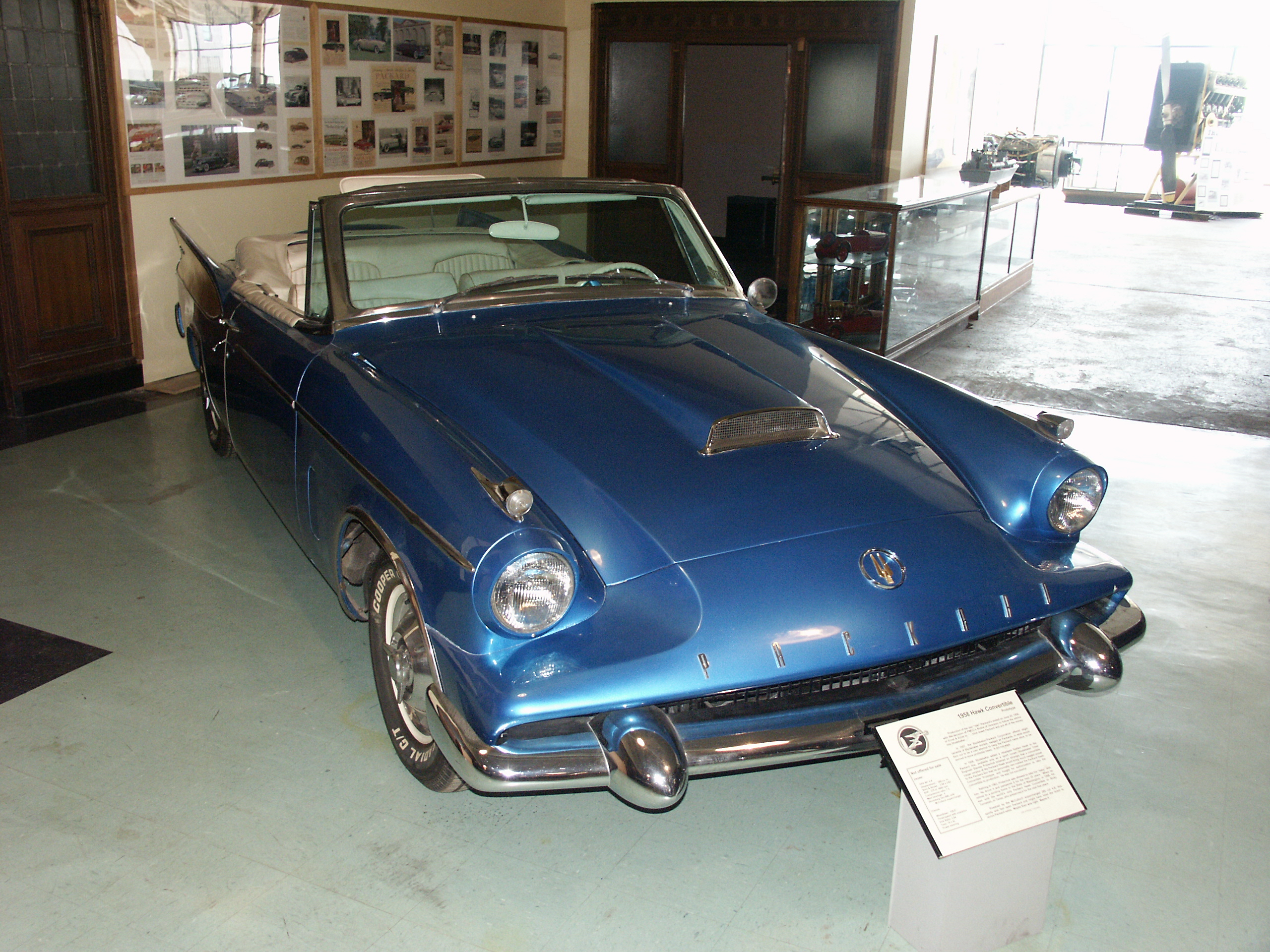
Packard Hawk Cabriolet (Prototyp 1958)

Der Packard Hawk war eines von vier Packard-Automobilen, welche die Studebaker-Packard Corporation 1958 herstellte. Das ursprüngliche Packard-Werk in Detroit war bereits an Curtiss-Wright vermietet (und wurde ihnen bald verkauft), und die Packard-Modelle waren alle umdekorierte Studebaker-Modelle mit Packard-Firmenschild. Der Packard Hawk war eigentlich ein Studebaker Golden Hawk, der etwas in Form und Ausstattung verändert wurde.
Anstatt des großen, fast senkrecht stehenden Kühlergrills des Studebaker hatte der Packard ein breites, niedriges Fischmaul direkt über dem vorderen Stoßfänger auf der gesamten Fahrzeugbreite. Darüber gab es eine leicht nach vorne abfallende Nase und eine Motorhaube, die an die 1953er-Studebaker erinnerte, aber mit einer Ausbauchung wie beim Golden Hawk. Darunter lag der McCulloch-Radialverdichter, mit dem der Studebaker-V8-Motor mit 4735 cm³ Hubraum eine Leistung von 275 bhp (202 kW) erreichte. Die Seiten der Heckflossen waren mit metallisierter PET-Folie beklebt, die ihnen ein metallisch-goldenes Aussehen verlieh. Eine angedeutete Reserveradabdeckung (ohne Reserverad) zierte die Kofferraumklappe. Der Name „PACKARD“ thronte in großen Lettern auf der Frontmaske; hinten war das Packard-Emblem und die Bezeichnung Hawk an Kofferraumklappe und Heckflossen angebracht.
Innen war der Wagen komplett mit Leder ausgeschlagen und hatte die komplette Instrumentierung. Wie bei alten Flugzeugen war außerhalb der Seitenfenster eine gepolsterte Armstütze angebracht, ein seltenes Ausstattungsdetail.

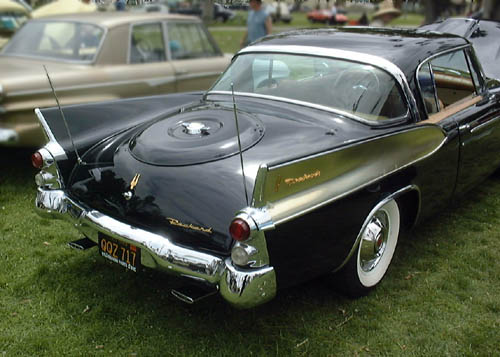
Packard Hawk

Das Styling des Wagens mit der an einen Wels erinnernden Frontpartie wurde viel diskutiert und von einigen Journalisten auch als „Staubsauger-Look“ beschrieben. Nur 558 Exemplare wurden gebaut, wobei es eine gewisse Rolle gespielt haben mag, dass die Aufgabe der Marke Packard bereits in der Luft lag. Der Hawk war sicherlich der schnellste Packard, der jemals verkauft wurde, da er sich die meisten Komponenten mit dem Studebaker Golden Hawk teilte. Der Wagen kostete 3995 US-Dollar, etwa 700 US-Dollar mehr als das Studebaker-Modell, dafür aber mit luxuriöserer Innenausstattung.
Seine Seltenheit und sein Status als angesehenster der „Packardbaker“ der letzten Jahre haben dafür gesorgt, dass der Packard Hawk unter Sammlern sehr gesucht ist. Er erzielt etwa das Doppelte des Preises eines entsprechenden Studebaker, wobei dieser im Vergleich zu dem bekannterer Marken immer noch niedrig ist. Da die Mechanik des Studebaker verwendet wurde, sind mechanische Ersatzteile leichter zu finden als die seltenen Karosserieteile.
| Technische Daten                            | Technische Daten                                                                                |
| Motor                                       | Motor                                                                                           |
| ------------------------------------------- | ----------------------------------------------------------------------------------------------- |
| Typ                                         | 90°-V8-Motor aus Grauguss, „Silver Light“-Kolben mit ebenem Boden                               |
| Hubraum                                     | 289 in3 (4735 cm3)                                                                              |
| Bohrung × Hub                               | 3,56 in × 3,63 in (90,42 mm × 92,20 mm)                                                         |
| Verdichtung                                 | 7,5:1                                                                                           |
| Leistung                                    | 275 bhp (202 kW) bei 4800/min                                                                   |
| Drehmoment                                  | 451 Nm bei 3200/min                                                                             |
| Ventiltrieb                                 | obengesteuert, über Stößelstangen                                                               |
| Hauptlager                                  | 5                                                                                               |
| Zündung                                     | Delco Remy, mit Unterbrecher                                                                    |
| Gemischaufbereitung                         | Doppel-Fallstromvergaser Stromberg Nr. 380475, McCulloch-Aufladegebläse, 0,68 bar maximal       |
| Schmierung                                  | Druck, mit Ölpumpe                                                                              |
| Elektrik                                    | 12 V, 30 A                                                                                      |
| Auspuffsystem                               | Gusskrümmer, doppeltes Auspuffrohr                                                              |
| Getriebe                                    |                                                                                                 |
| Typ                                         | Automatikgetriebe Borg-Warner „Flightomatic“                                                    |
| 1. Fahrstufe                                | 2,40:1                                                                                          |
| 2. Fahrstufe                                | 1,47:1                                                                                          |
| 3. Fahrstufe                                | 1,0:1                                                                                           |
| Rückwärtsgang                               | 2,0:1                                                                                           |
| Differential                                |                                                                                                 |
| Typ                                         | Hypoid, halbschwimmend, Spicer-Thornton-Doppeltraktion mit begrenztem Schlupf                   |
| Übersetzung                                 | 3,31:1                                                                                          |
| Lenkung                                     |                                                                                                 |
| Typ                                         | Servo, Saginaw-Kugelumlauf                                                                      |
| Übersetzung                                 | 19,2:1                                                                                          |
| Lenkradumdrehungen von Anschlag zu Anschlag | 4,5                                                                                             |
| Wendekreis                                  | 41 ft (12,3 m)                                                                                  |
| Bremsen                                     |                                                                                                 |
| Typ                                         | Wagner, Vierrad, hydraulisch, mit Bremskraftverstärker                                          |
| vorne                                       | Gusstrommel mit Kühlrippen, 279 mm × 63,5 mm                                                    |
| hinten                                      | Gusstrommel, 254 mm × 50,8 mm                                                                   |
| Bremsenfläche                               | 1115 cm²                                                                                        |
| Chassis und Karosserie                      |                                                                                                 |
| Aufbau                                      | Ganzstahl, Kastenrahmen, U-Profile, fünf Querstreben                                            |
| Karosserieform                              | Hardtop, zwei Türen, fünf Sitzplätze                                                            |
| Layout                                      | Frontmotor, Hinterradantrieb                                                                    |
| Radaufhängung                               |                                                                                                 |
| vorne                                       | einzeln, ungleich lange Doppeldreieckslenker, Schraubenfedern, Öldruckstoßdämpfer, Stabilisator |
| hinten                                      | Starrachse, Halbelliptik-Blattfedern, Öldruckstoßdämpfer                                        |
| Räder und Reifen                            |                                                                                                 |
| Felgen                                      | Kelsey-Hayes 5-Loch Stahl, für schlauchlose Reifen                                              |
| vorne/hinten                                | 5,5 × 14″                                                                                       |
| Reifen                                      | Classica, diagonal                                                                              |
| vorne/hinten                                | 8,00 × 14″                                                                                      |
| Gewichte und Maße                           |                                                                                                 |
| Radstand                                    | 120,5″ (3060 mm)                                                                                |
| Gesamtlänge                                 | 205,2″ (5212 mm)                                                                                |
| Gesamtbreite                                | 71,3″ (1811 mm)                                                                                 |
| Gesamthöhe                                  | 54,6″ (1387 mm)                                                                                 |
| Spur vorne                                  | 56,7″ (1440 mm)                                                                                 |
| Spur hinten                                 | 55,7″ (1415 mm)                                                                                 |
| Leergewicht                                 | 1572 kg                                                                                         |
| Fahrleistungen                              |                                                                                                 |
| 0–60 mph                                    | 12,0 s                                                                                          |
| ¼ Meile (stehender Start)                   | 16,7 s und 82,3 mph (131,8 km/h)                                                                |
| Höchstgeschwindigkeit                       | 125 mph (200 km/h)                                                                              |
| Sonstiges                                   |                                                                                                 |
| Tankinhalt                                  | 81,5 Liter                                                                                      |
| Benzinverbrauch                             | 23,5 l/100 km (Stadt) 14,1 l/100 km (Landstraße)                                                |
| Fertigungszahlen                            | 588 Stück                                                                                       |
| Kaufpreis                                   | 3995 US-Dollar                                                                                  |